# Neolítico pré-cerâmico B
O Neolítico Pré-cerâmico B (PPNB) faz parte do Neolítico Pré-cerâmico, uma cultura neolítica centrada na Mesopotâmia Superior e no Levante, datada de cerca de 10.800 a cerca de 8.500 anos atrás, ou seja, 8800-6 500 a.C. Foi tipificada pela arqueóloga britânica Kathleen Kenyon durante suas escavações arqueológicas em Jericó, na Cisjordânia, território da Palestina.
Como o povo anterior  PPNA, a cultura PPNB se desenvolveu a partir da cultura mesolítica Natufiana. Entretanto, ela mostra evidências de ter origens mais ao norte, possivelmente indicando um fluxo da região do nordeste da Anatólia.

## Estilo de vida

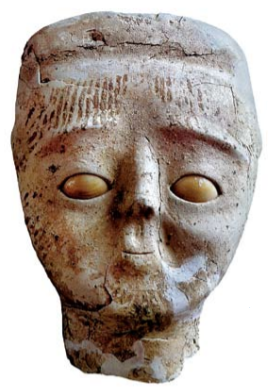
Cabeça de estátua, Jericó, de aproximadamente anos atrás. Exibida no Museu Arqueológico Rockefeller, em Jerusalém

As tendências culturais desse período diferem das do Neolítico Pré-cerâmico A (PPNA) anterior, pois as pessoas que viviam durante essa fase começaram a depender mais de animais domesticados para complementar sua dieta agrária e de caçadores-coletores. Além disso, o conjunto de ferramentas de sílex desse período é novo e muito diferente daquele do período anterior. Um de seus principais elementos é o núcleo naviforme. Esse é o primeiro período em que os estilos arquitetônicos do sul do Levante se tornaram principalmente retilíneos; as habitações típicas anteriores eram circulares, elípticas e, ocasionalmente, até octogonais. A pirotecnia, a capacidade crescente de controlar o fogo, foi altamente desenvolvida nesse período. Durante esse período, uma das principais características das casas é uma espessa camada de piso de gesso de argila branca, altamente polida e feita de cal produzida a partir de calcário.

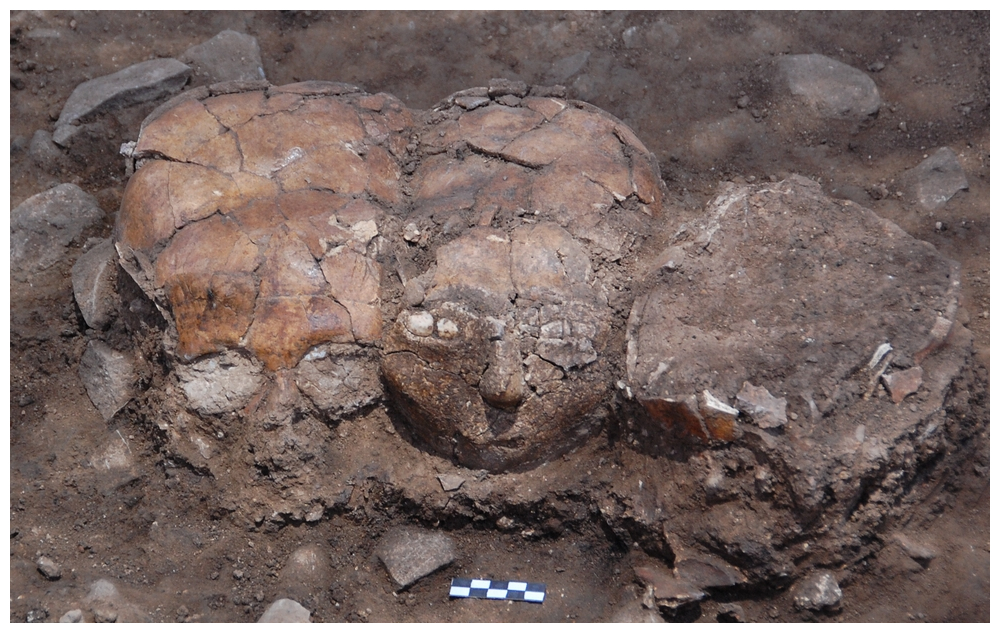
Crânios revestidos em gesso in situ em Yiftahel

Acredita-se que o uso de gesso de argila para revestimentos de pisos e paredes durante o PPNB levou à descoberta da cerâmica. A mais antiga proto-cerâmica foram os vasos de louça branca, feitos de cal e cinza, construídos em torno de cestas antes da queima, por vários séculos, por volta de 7 000 a.C., em locais como Tell Neba'a Faour (Vale do Beca). Sítios desse período encontrados no Levante que utilizavam plantas retangulares e técnicas de piso rebocado foram encontrados em Ayn Ghazal [en], Yiftahel (oeste da Galileia) e  Abu Hureyra (Alto Eufrates). O período é datado entre c. 10 700 e c. 8 000 AP ou 8700-6 000 a.C.
Os crânios humanos revestidos em gesso eram crânios humanos reconstruídos feitos no antigo Levante entre 9000 e 6 000 a.C., no período Neolítico Pré-cerâmico B. Eles representam algumas das mais antigas formas de arte do Oriente Médio e demonstram que a população pré-histórica tomava muito cuidado ao enterrar seus ancestrais embaixo de suas casas. Os crânios denotam alguns dos primeiros exemplos esculturais de retratos na história da arte.

## Sociedade

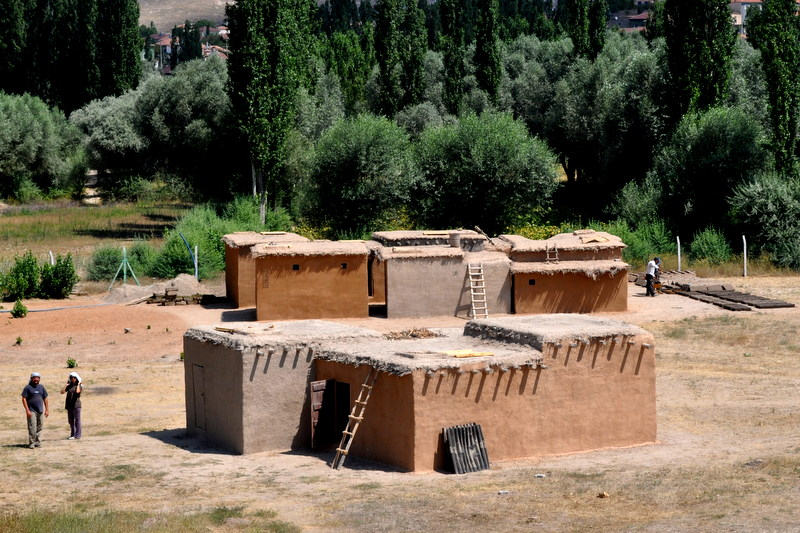
Reconstituição de moradias em Aşıklı Höyük, atual Turquia

O trabalho recente de Danielle Stordeur em  Tell Aswad, uma grande vila agrícola entre o Monte Hérmon e Damasco, não conseguiu validar a sugestão anterior de Henri de Contenson de uma cultura PPNA Aswadiana. Em vez disso, eles encontraram evidências de uma cultura PPNB totalmente estabelecida em 8 700 a.C. em Aswad, atrasando em 1.200 anos a data de início do período geralmente aceita. Locais semelhantes a Tell Aswad na Bacia de Damasco, com a mesma idade, foram encontrados em  Tell Ramad e Tell Ghoraifé. O surgimento de uma cultura PPNB nesse local, praticando a agricultura domesticada desde 8 700 a.C., tem sido objeto de especulação. O fato de ter criado sua própria cultura ou importado tradições do nordeste ou do sul do Levante tem sido considerado uma questão importante para um sítio que representa um problema para a comunidade científica.

## Extensão
O trabalho no sítio de 'Ain Ghazal, na Jordânia, indicou um período Neolítico Pré-cerâmico C posterior, que existiu entre 8 200 e 7 900 a.C. Juris Zarins propôs que um Complexo Pastoral Nômade da Arábia Circunvizinha se desenvolveu no período a partir da crise climática de 6 200 a.C., em parte como resultado de uma ênfase crescente nas culturas PPNB em animais domesticados e uma fusão com caçadores-coletores harifianos no sul da Palestina, com conexões afiliadas com as culturas de Faium e do deserto oriental do Egito. As culturas que praticavam esse estilo de vida se espalharam pela costa do Mar Vermelho e se deslocaram para o leste, da Síria para o sul do Iraque.
A cultura desapareceu durante o evento de 8,2 quiloyear, um termo que os climatologistas adotaram para designar uma súbita diminuição nas temperaturas globais que ocorreu aproximadamente 8.200 anos antes do presente, ou cerca de 6 200 a.C., e que durou os próximos dois a quatro séculos. Nas culturas neolíticas pós-cerâmica Munhatta e Yarmukian que a sucederam, o rápido desenvolvimento cultural continua, embora a cultura PPNB tenha continuado no vale do Amuq, onde influenciou o desenvolvimento posterior da cultura ghassuliana.

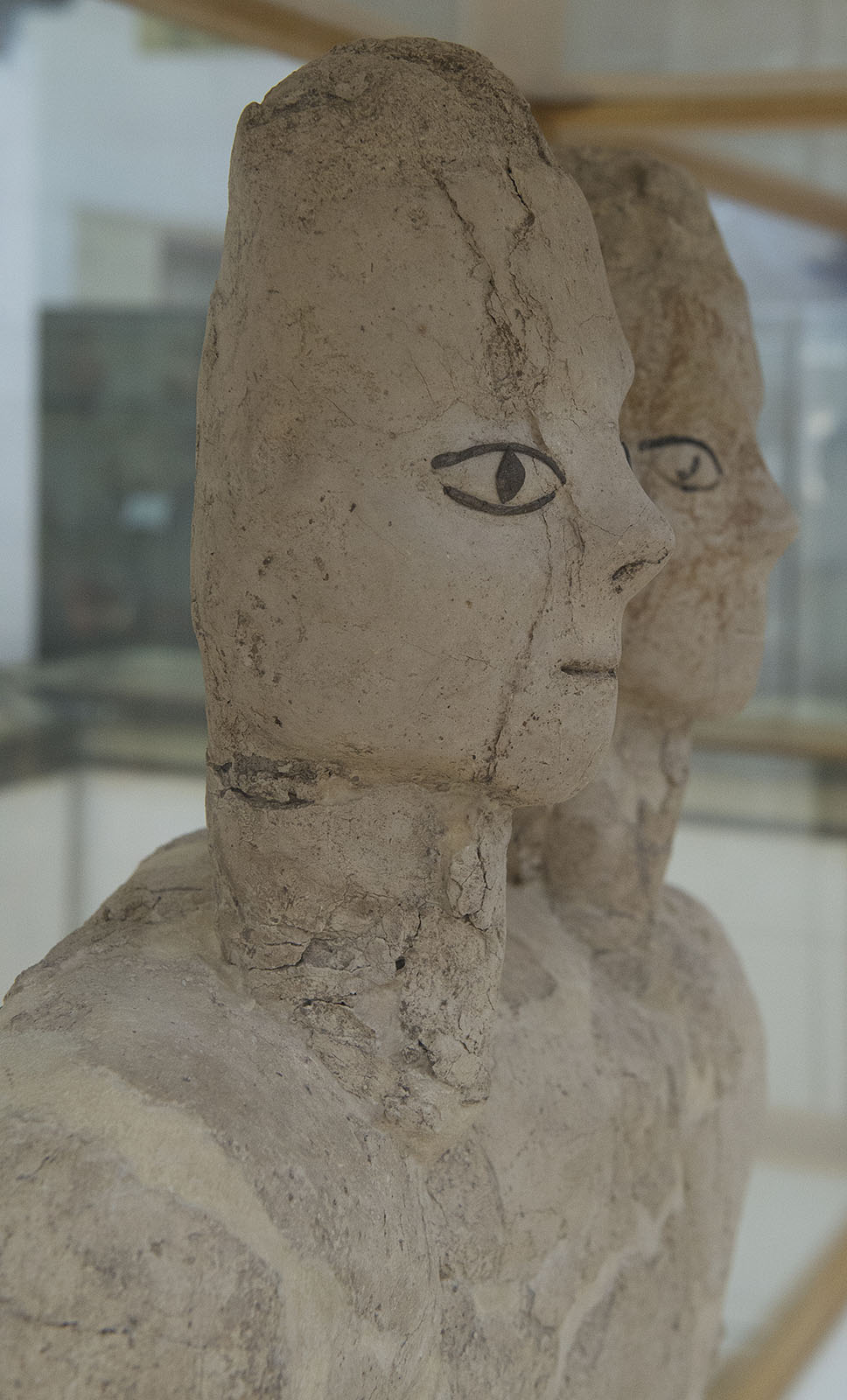
Vista lateral esquerda de uma estátua de Ain Ghazal do Museu Arqueológico de Amã
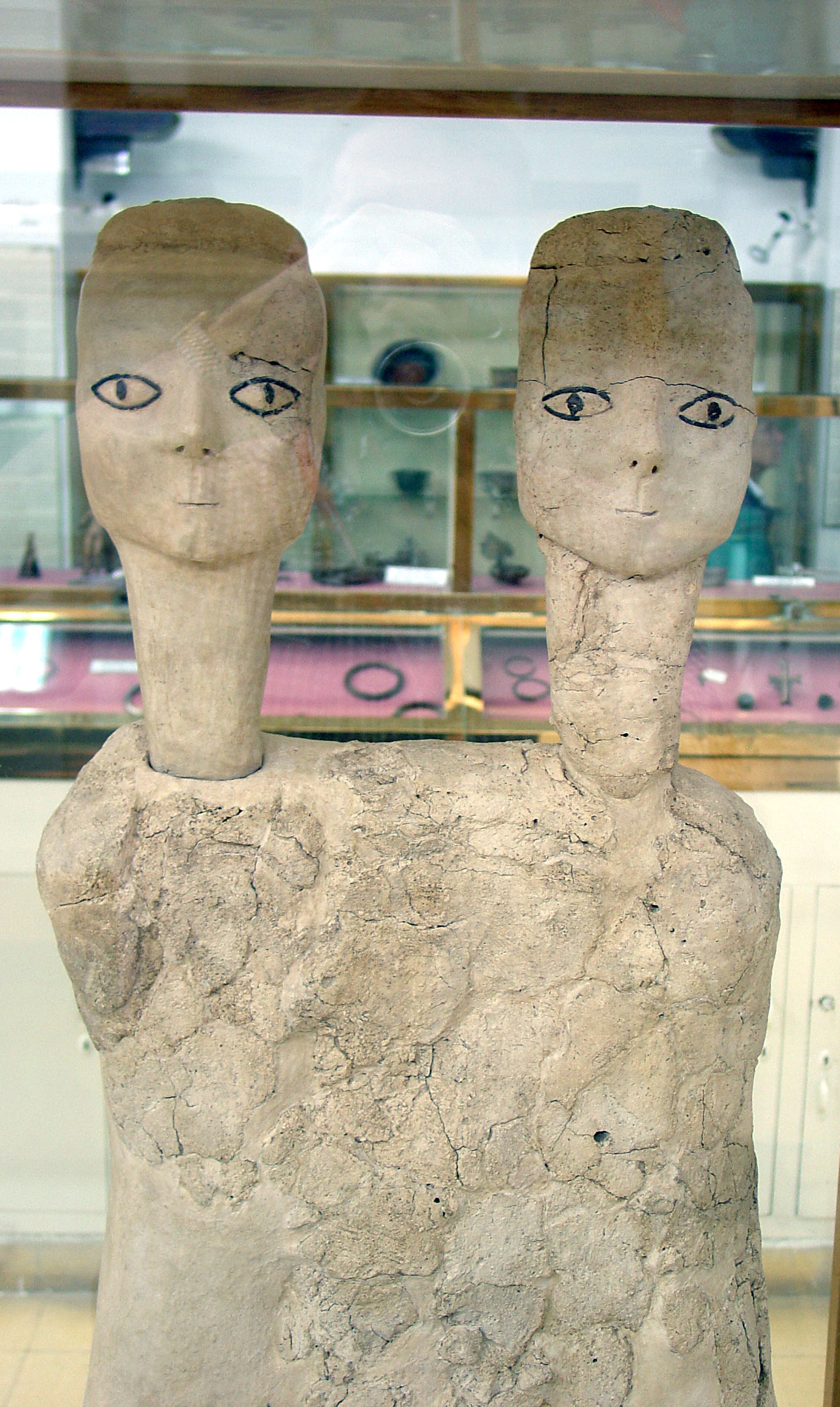
As estátuas bicéfalas de Ain Ghazal, por volta de 6 500 a.C.
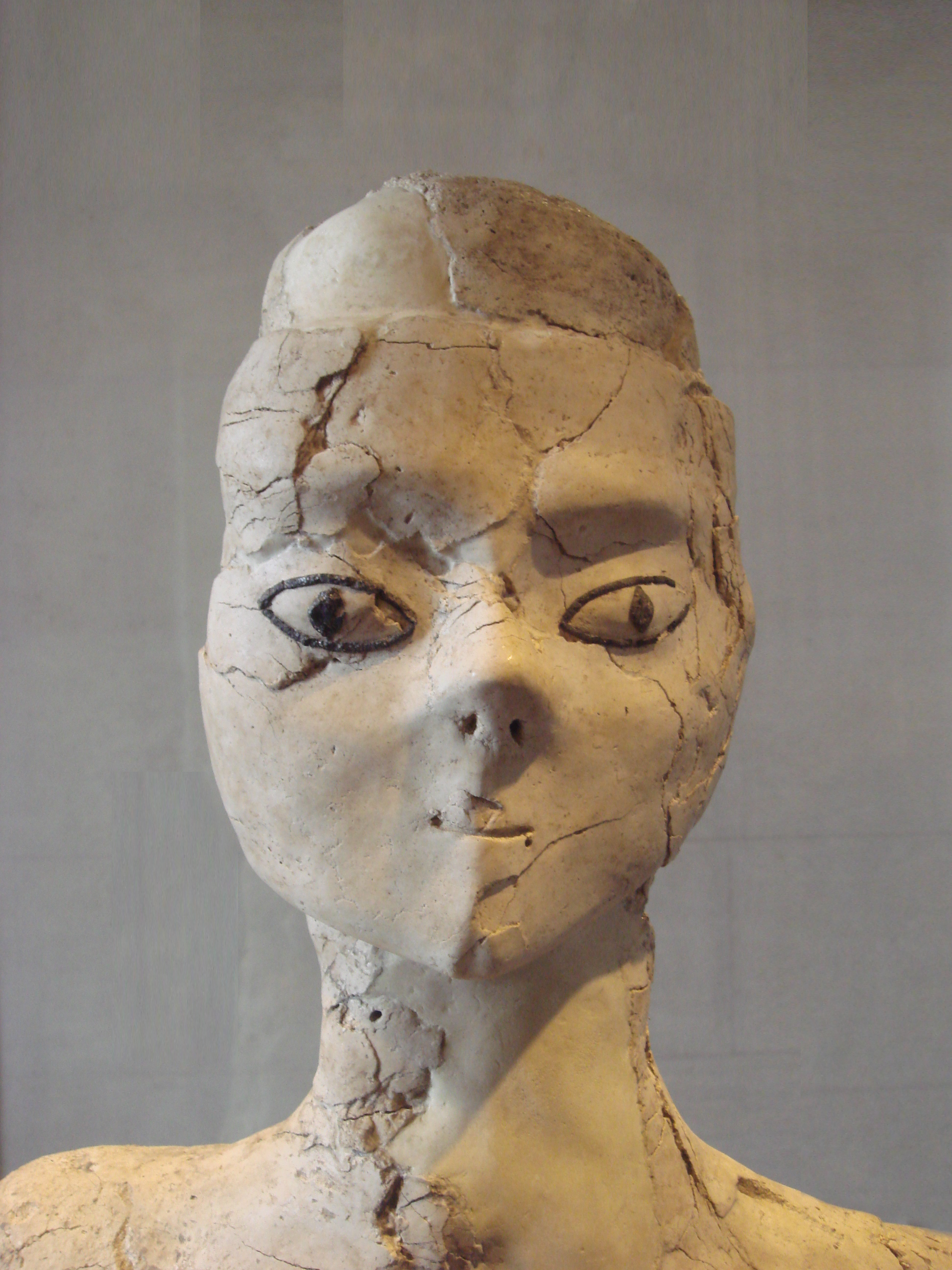
Musée du Louvre, Paris, vista frontal da estátua Ain Ghazal
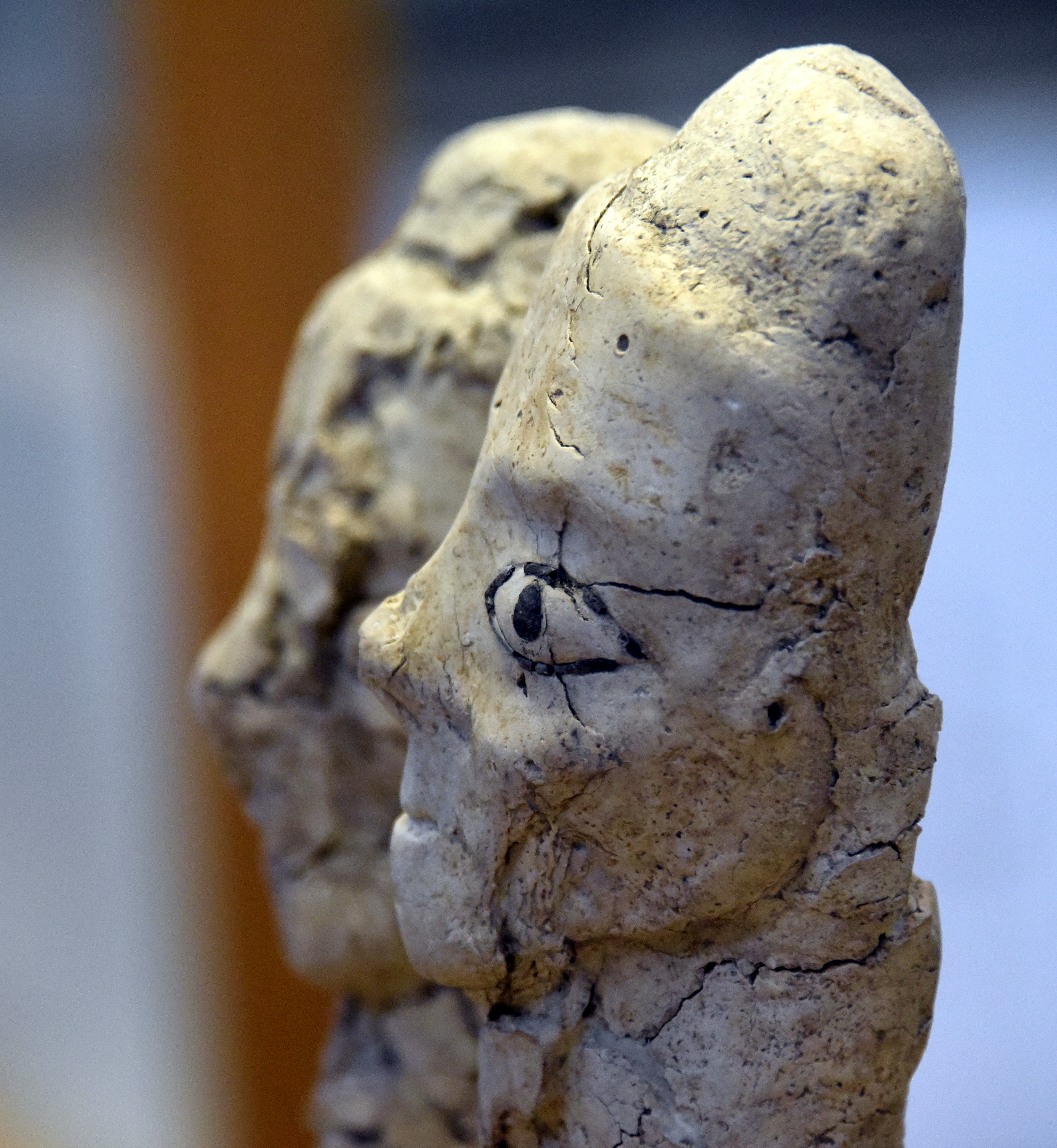
Vista lateral direita de uma estátua de Ain Ghazal

## Artefatos
Por volta de 8 000 a.C., antes da invenção da cerâmica, vários assentamentos primitivos se tornaram especialistas em fabricar recipientes de pedra bonitos e altamente sofisticados, usando materiais como alabastro ou granito e areia para moldar e polir. Os artesãos usavam os veios do material para obter o máximo efeito visual. Tais objetos foram encontrados em abundância na parte superior do rio Eufrates, no que hoje é o leste da Síria, especialmente no local de Bucras. Esses são os estágios iniciais do desenvolvimento da arte da Mesopotâmia.

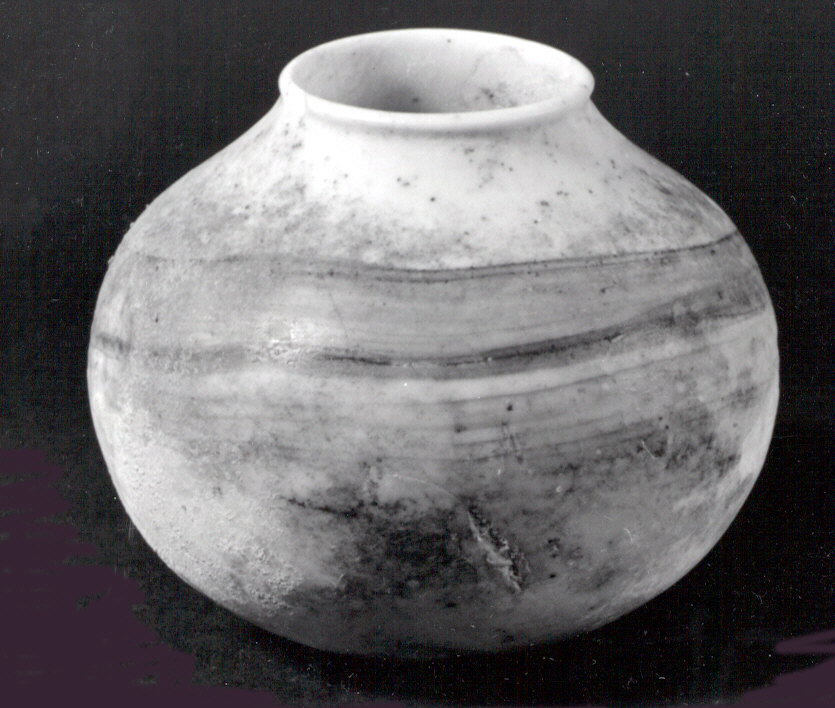
Jarro em alabastro de calcite, Síria, final do 8º milênio a.C.
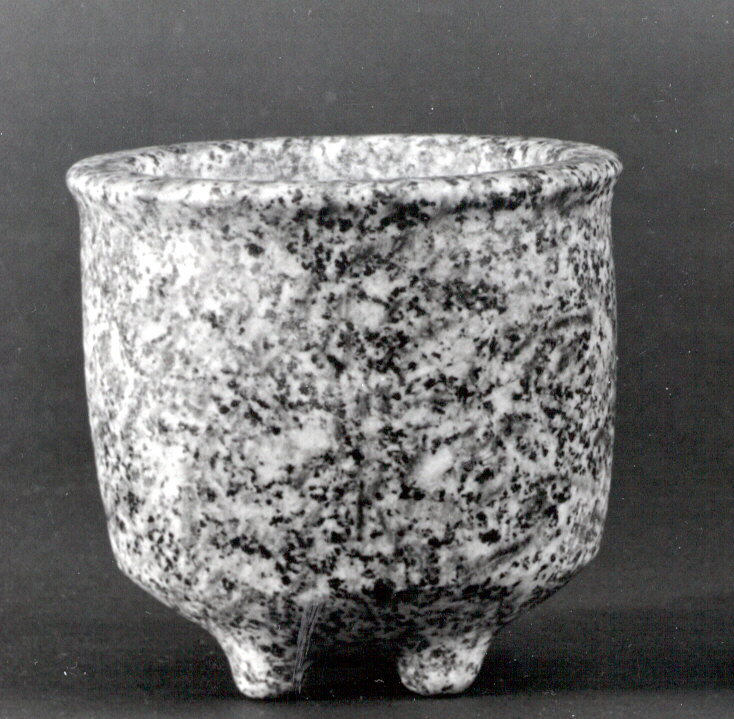
Tigela com pés em granito, Síria, final do 8º milênio a.C.
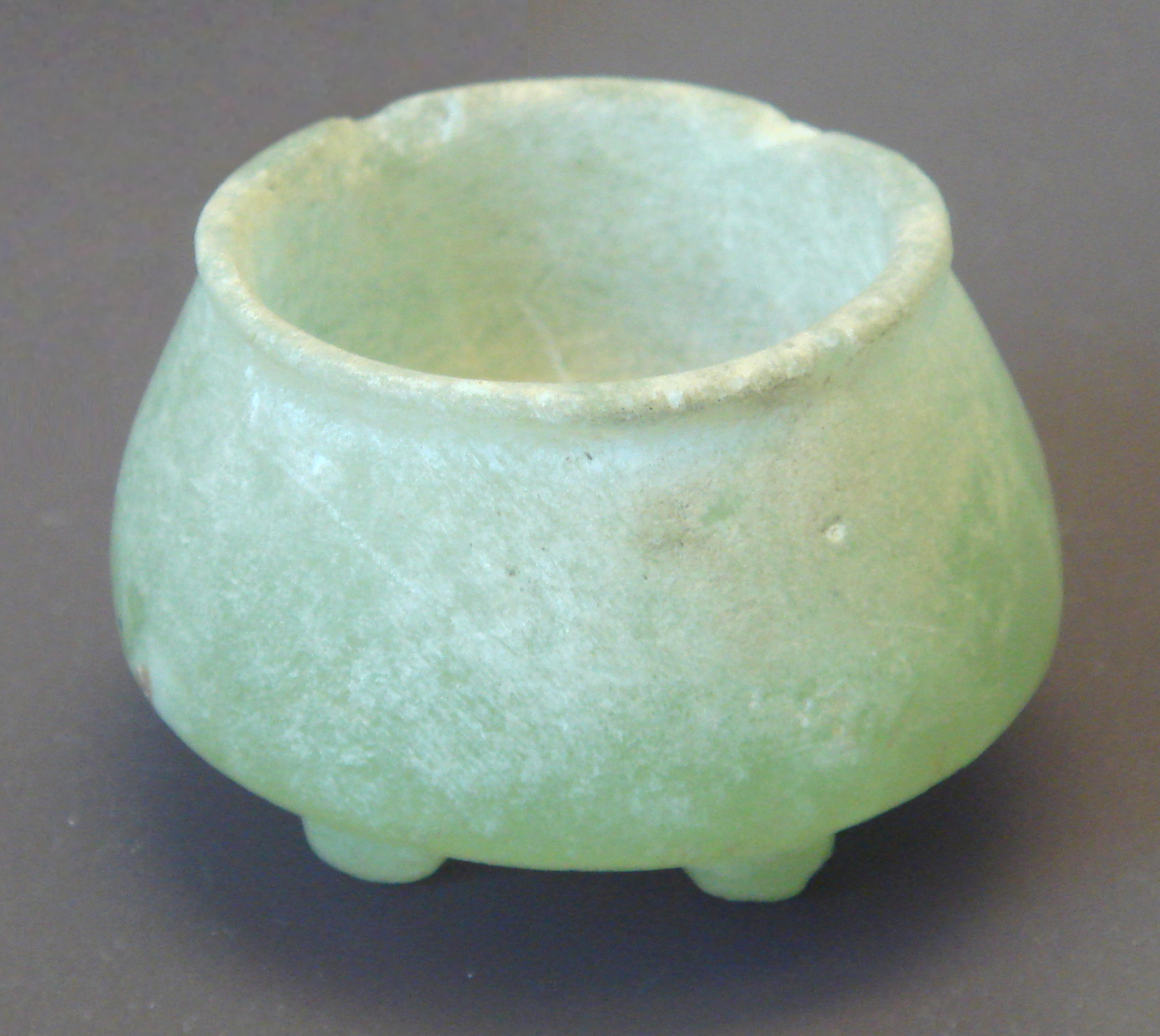
Vaso de tripé de aragonita verde do meio do  Médio-Eufrates 6 000 a.C. Museu do Louvre AO 28386
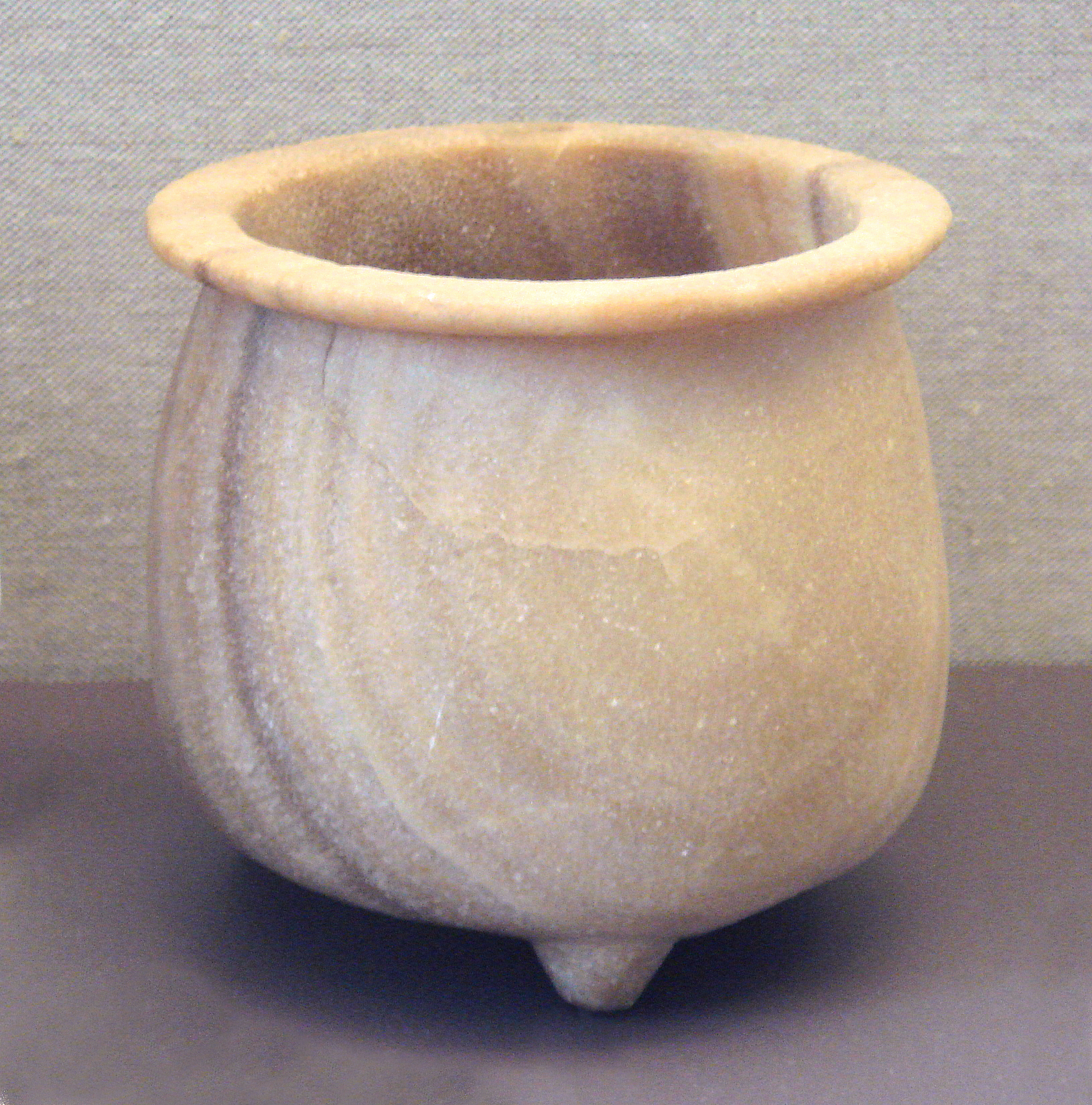
Vaso tripé de calcite, do  Médio-Eufrates, provavelmente de Tell Buqras, 6 000 a.C., Museu do Louvre AO 31551
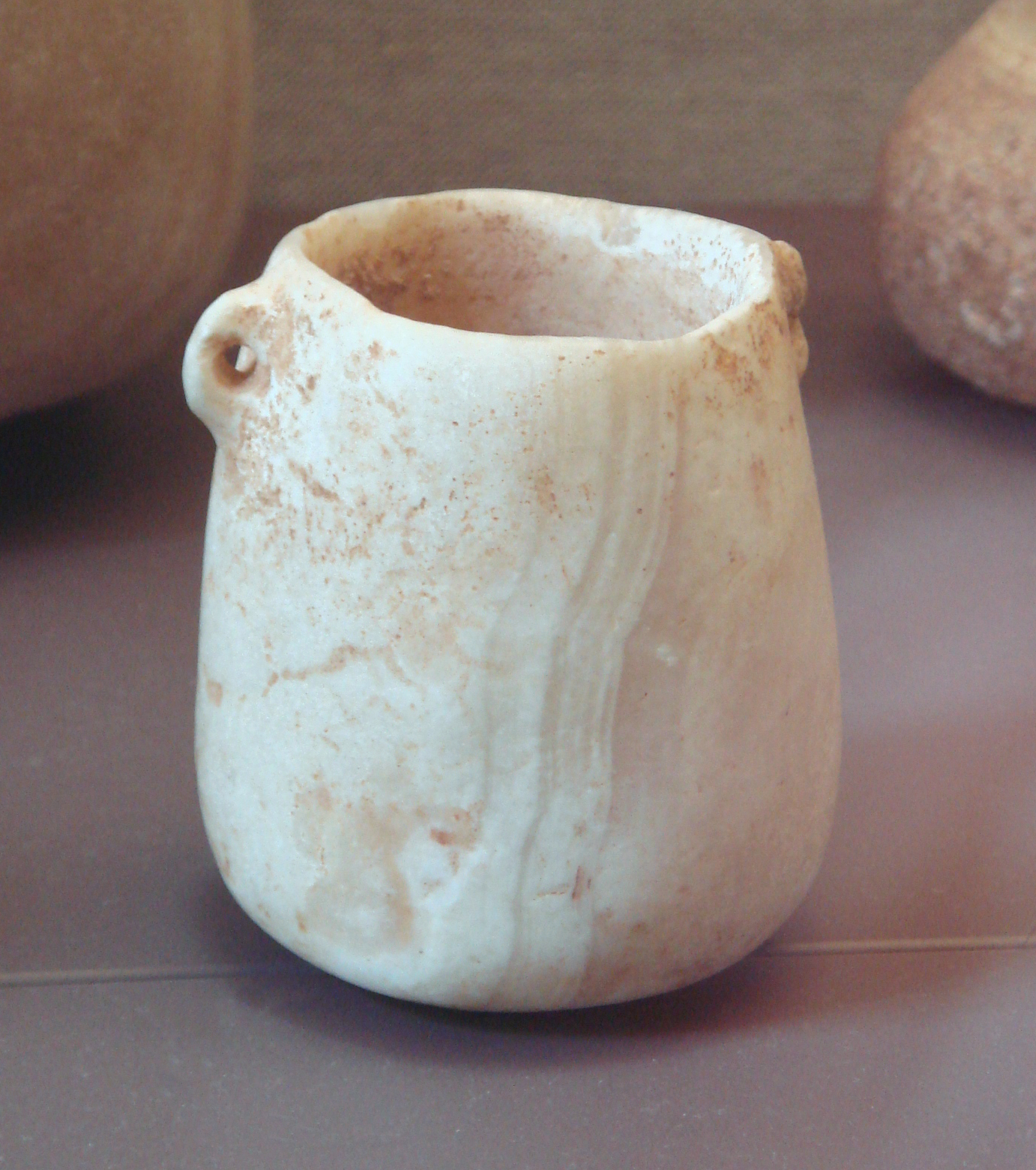
Pote de alabastro com alças, região de Bucras, 6 500 a.C. Museu do Louvre AO 28519
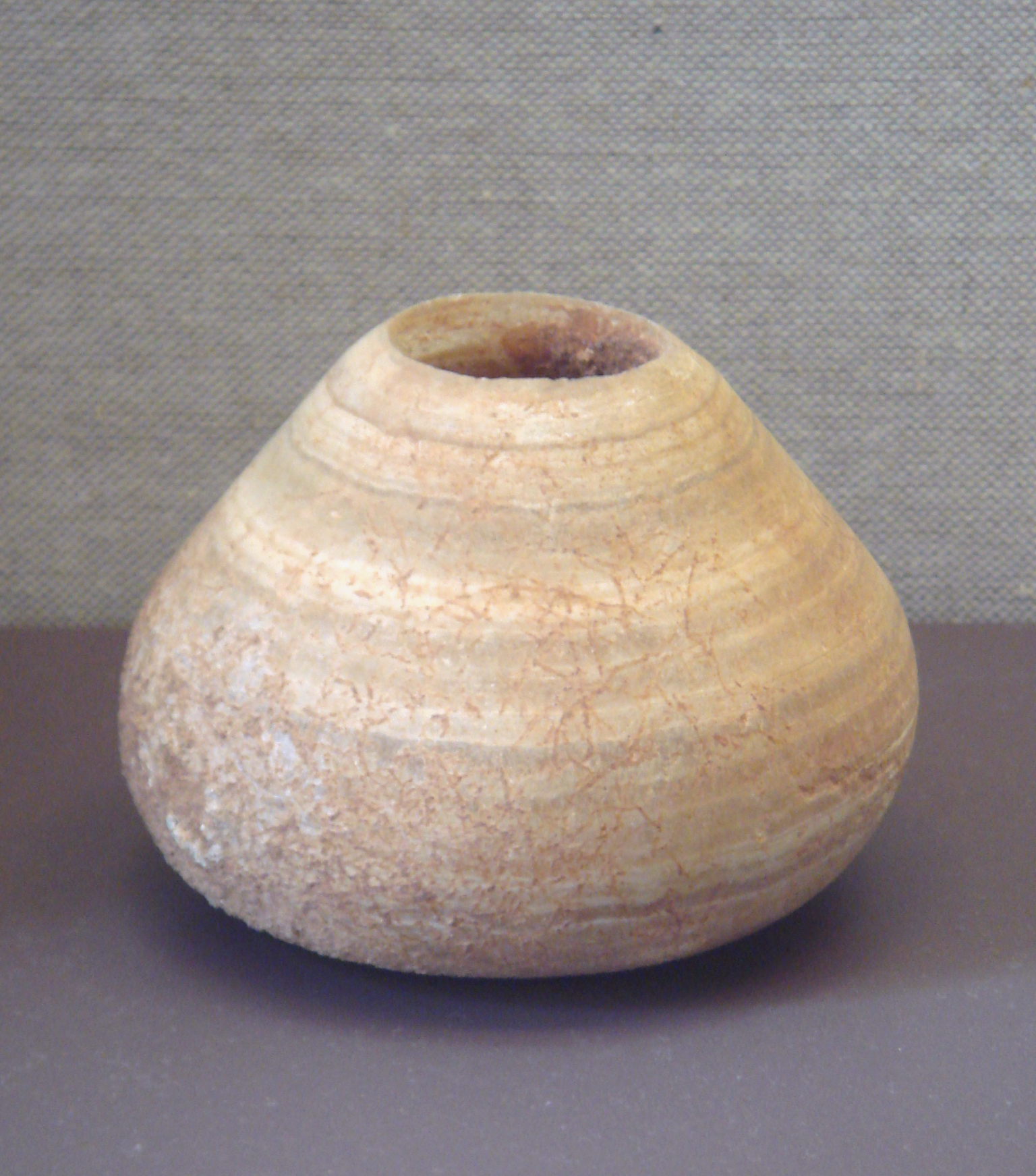
Vaso de alabastro Região do Médio-Eufrates, 6 500 a.C., Museu do Louvre
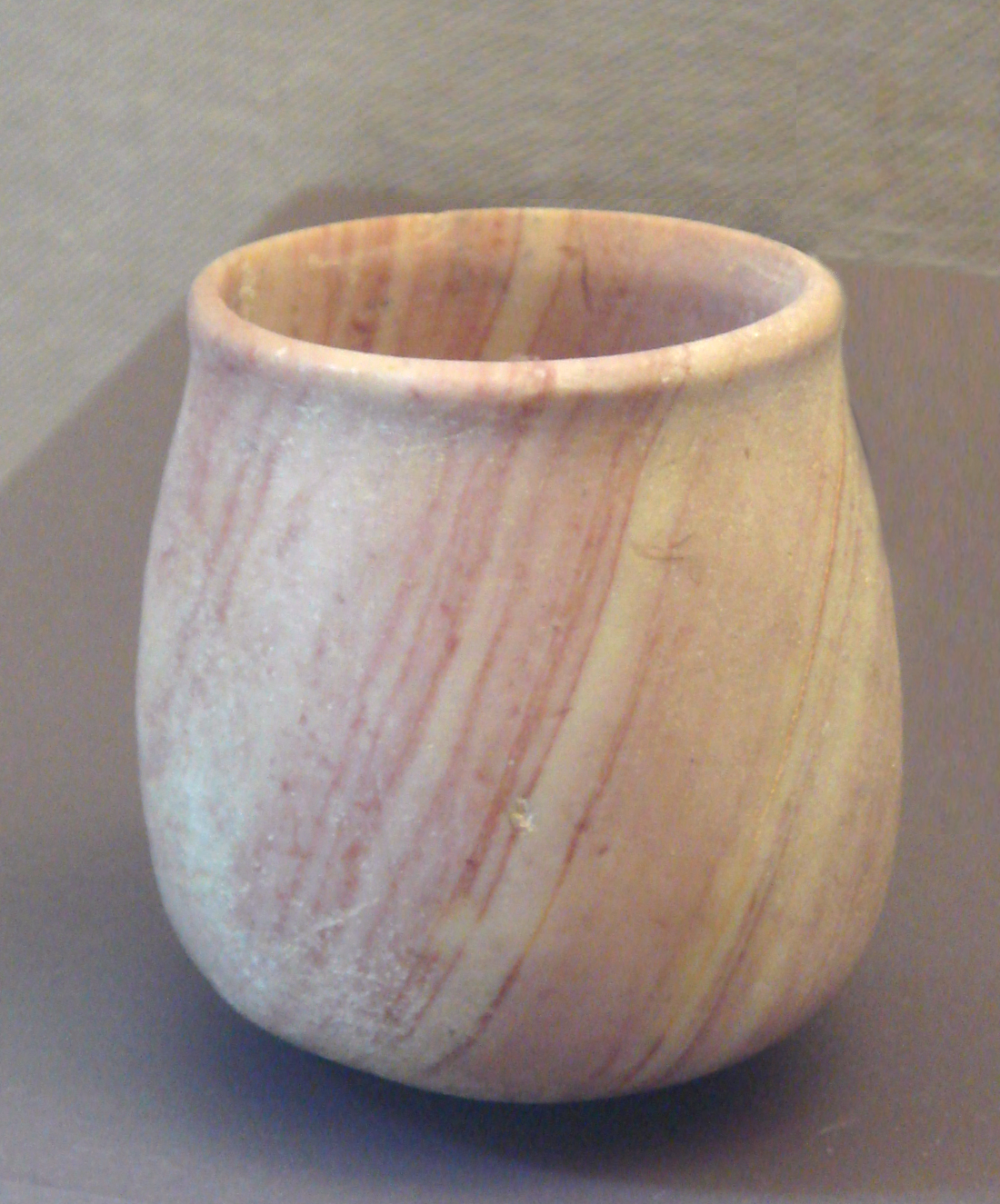
Vaso de alabastro, região do  Médio-Eufrates, 6 500 a.C., Museu do Louvre
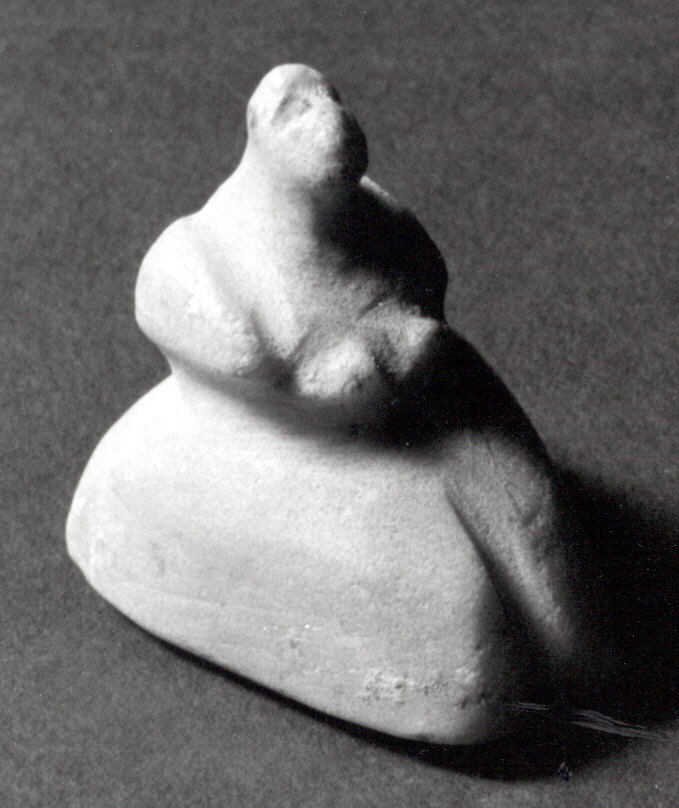
Estatueta feminina, 8º milênio a.C., Síria

## Genética

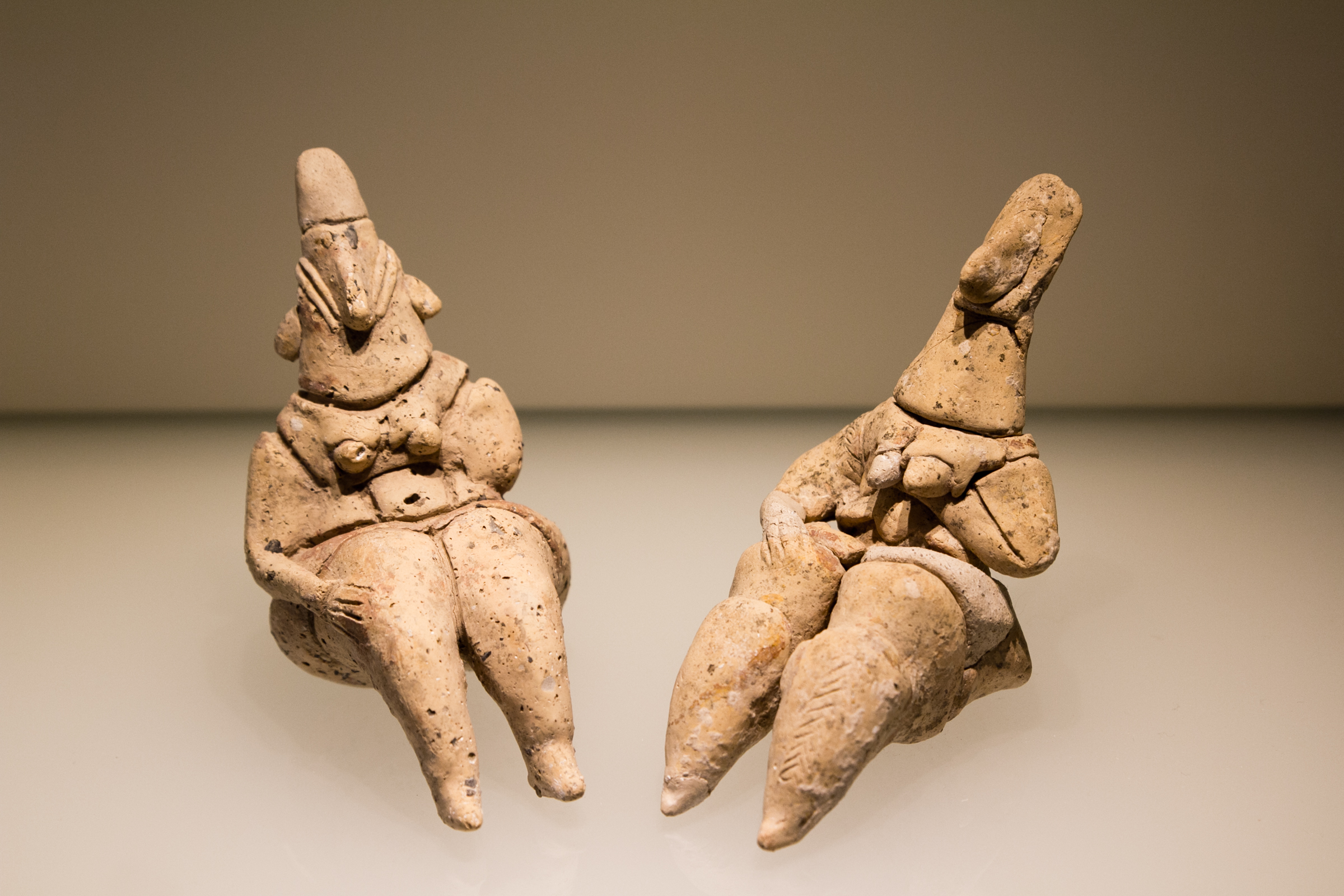
Estatuetas yarmukianas, cultura yarmukiana, Neolítico pré-cerâmico B

Os fósseis do Neolítico pré-cerâmico B analisados quanto à uniparentalidade por meio de DNA antigo, foram considerados portadores dos haplogrupos de Y-DNA (paterno) E1b1b [en] (2/7; ~29%), CT [en] (2/7; ~29%), E(xE2,E1a,E1b1a1a1c2c3b1,E1b1b1b1a1,E1b1b1b2b) (1/7; ~14%), T(xT1a1,T1a2a) (1/7; ~14%) e H2 (1/7; ~14%). O clado CT também foi observado em um espécime do Neolítico Pré-cerâmico C (1/1; 100%). Maternalmente, o raro haplogrupo basal N* [en] foi encontrado entre restos de esqueletos pertencentes ao Neolítico Pré-cerâmico B, assim como os clados de mtDNA L3 [en] e K [en].
A análise de DNA também confirmou os laços ancestrais entre os portadores da cultura neolítica pré-cerâmica e os criadores da cultura epipaleolítica ibero-maurisiana do norte da África, da cultura mesolítica natufiana do Levante, da cultura neolítica pastoral da savana [en] do leste da África, a cultura cardial do Neolítico Inicial do Marrocos, e a cultura egípcia antiga do Vale do Nilo, com fósseis associados a essas culturas primitivas, todos compartilhando um componente genômico comum da Eurásia Ocidental/Nordeste. Um artigo de 2021 revelou que os natufianos mesolíticos são os que mais se aproximam dos modernos árabes sauditas, beduínos do deserto e iemenitas. Os natufianos também estavam próximos e eram ancestrais do antigo Levante PPNB/C e das amostras da Idade do Bronze do Levante posterior.

Mathieson et al. (2015) e Lazardis et al. (2016) descobriram que as amostras do Neolítico do Levante de PPNB a PPNC eram uma mistura de um componente relacionado aos natufianos e outra linhagem relacionada aos agricultores anatólios de Barcin e Mentese. Em outro estudo de 2021, as populações do Levante de PPNB foram modeladas como tendo 60,5% de ancestralidade relacionada ao Epipaleolítico de Israel Natufiano e 39,5% de ancestralidade Neolítica de Barcin da Turquia. Posteriormente, em 2022, geneticistas, usando 1,2 milhão de polimorfismos de nucleotídeo único (SNPs), descobriram que o DNA antigo do Neolítico Pré-Potássico da Mesopotâmia e da Anatólia mostrou que essas populações foram formadas por meio da mistura de fontes pré-Neolíticas relacionadas a caçadores-coletores da Anatólia, do Cáucaso e do Levante.
Em 2023, Xiaoran Wang e sua equipe descobriram que seus seis indivíduos PPNB analisados geneticamente tinham ascendência de caçadores-coletores do Levante Epipaleolítico, do Neolítico Anatoliano, do Neolítico Iraniano e do Cáucaso. O PPNB, em geral, apresentou fortes evidências de fluxo gênico de populações relacionadas à Anatólia em comparação com os caçadores-coletores Natufianos anteriores. Os indivíduos PPN de Ain Ghazal, mais ao norte, na Jordânia, tinham uma afinidade genética mais forte com a Anatólia do que os PPN de Ba'ja, embora não de forma significativa.

## Difusão

### Datação por carbono-14

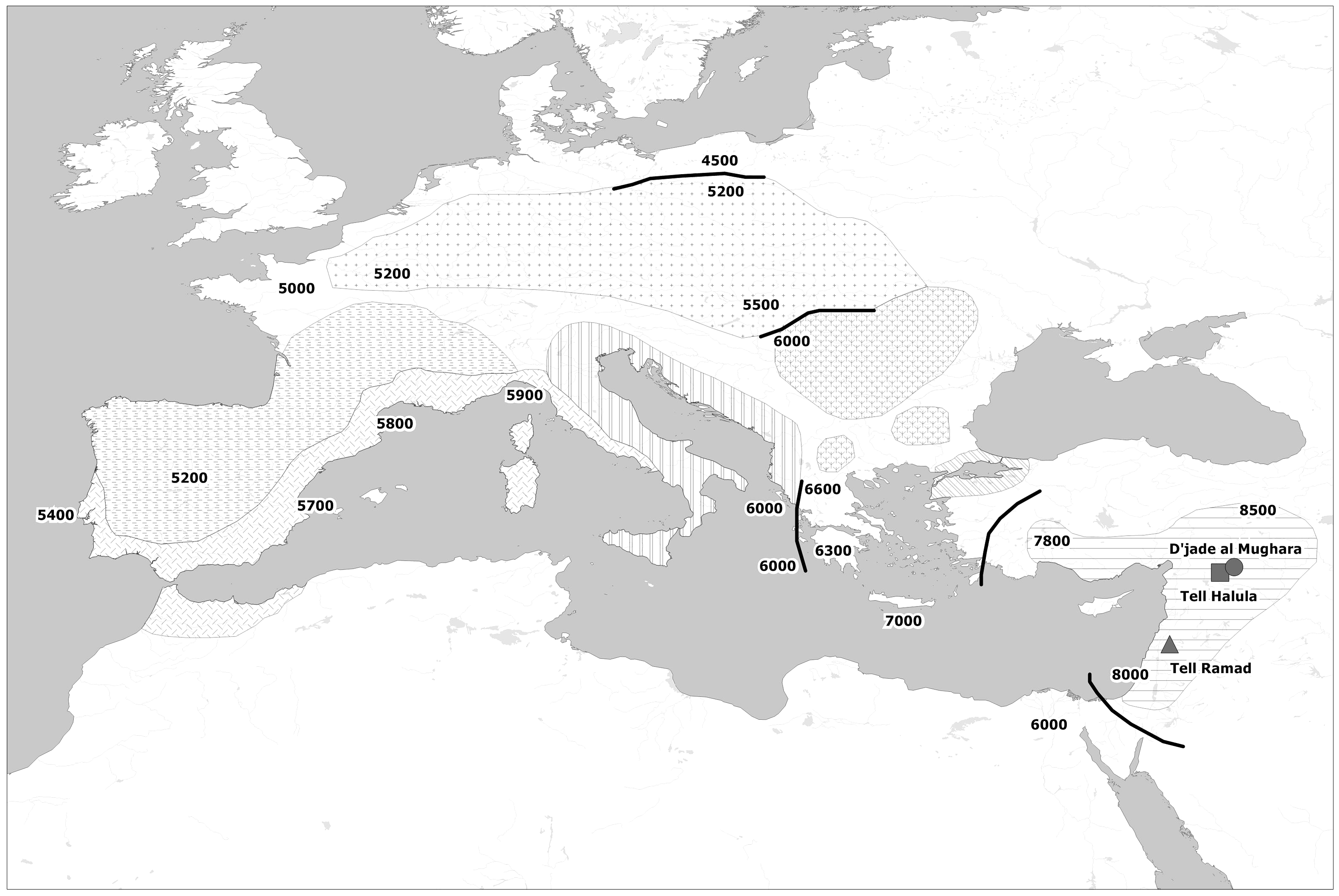
Mapa da disseminação das culturas agrícolas neolíticas do Oriente Próximo para a Europa, com datas em anos a.C.

A disseminação do Neolítico na Europa foi estudada quantitativamente pela primeira vez na década de 1970, quando um número suficiente de determinações de idade de 14C para os primeiros sítios neolíticos se tornou disponível. Ammerman e Cavalli-Sforza descobriram uma relação linear entre a idade de um sítio do Neolítico Inicial e sua distância da fonte convencional no Oriente Próximo (Jericó), demonstrando assim que, em média, o Neolítico se espalhou a uma velocidade constante de cerca de 1 km/ano. Estudos mais recentes confirmam esses resultados e produzem a velocidade de 0,6-1,3 km/ano em um nível de confiança de 95%.

### Análise do DNA mitocondrial
Desde a expansão humana original para fora da África, há 200 mil anos, diferentes eventos migratórios pré-históricos e históricos ocorreram na Europa. Considerando que o movimento das pessoas implica um movimento consequente de seus genes, é possível estimar o impacto dessas migrações por meio da análise genética das populações humanas. As práticas agrícolas e pecuárias tiveram origem há 10 mil anos em uma região do Oriente Próximo conhecida como Crescente Fértil. De acordo com o registro arqueológico, esse fenômeno, conhecido como “Neolítico”, expandiu-se rapidamente desses territórios para a Europa. No entanto, se essa difusão foi acompanhada ou não por migrações humanas é muito questionado. O DNA mitocondrial - um tipo de DNA herdado da mãe, localizado no citoplasma da célula - foi recuperado dos restos mortais de agricultores do Neolítico Pré-cerâmico B (PPNB) no Oriente Próximo e, em seguida, comparado com os dados disponíveis de outras populações neolíticas na Europa e também com populações modernas do sudeste da Europa e do Oriente Próximo. Os resultados obtidos mostram que migrações humanas substanciais estavam envolvidas na disseminação do Neolítico e sugerem que os primeiros agricultores neolíticos entraram na Europa seguindo uma rota marítima através de Chipre e das Ilhas do Mar Egeu.

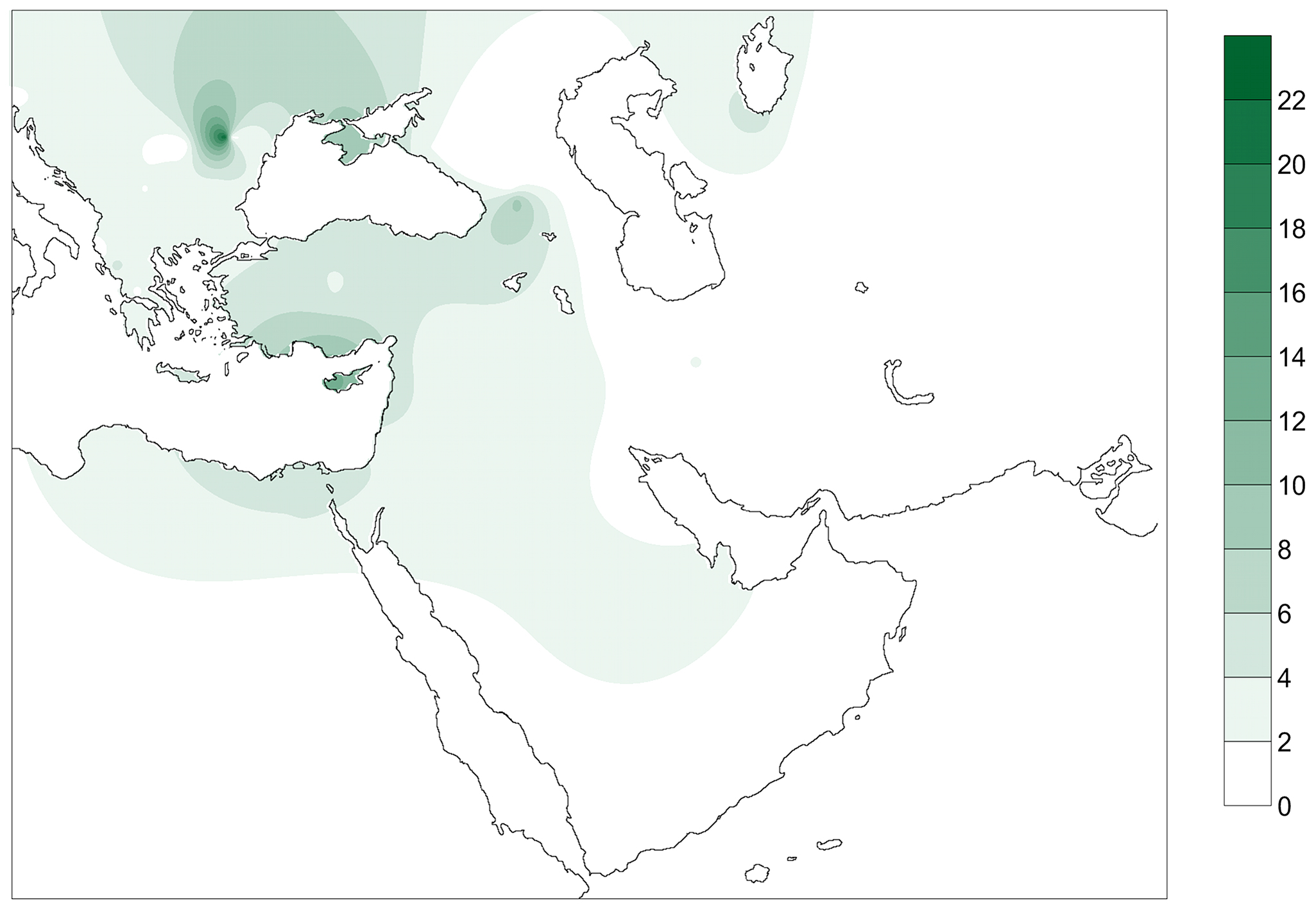
Distribuição moderna dos haplótipos dos agricultores do PPNB
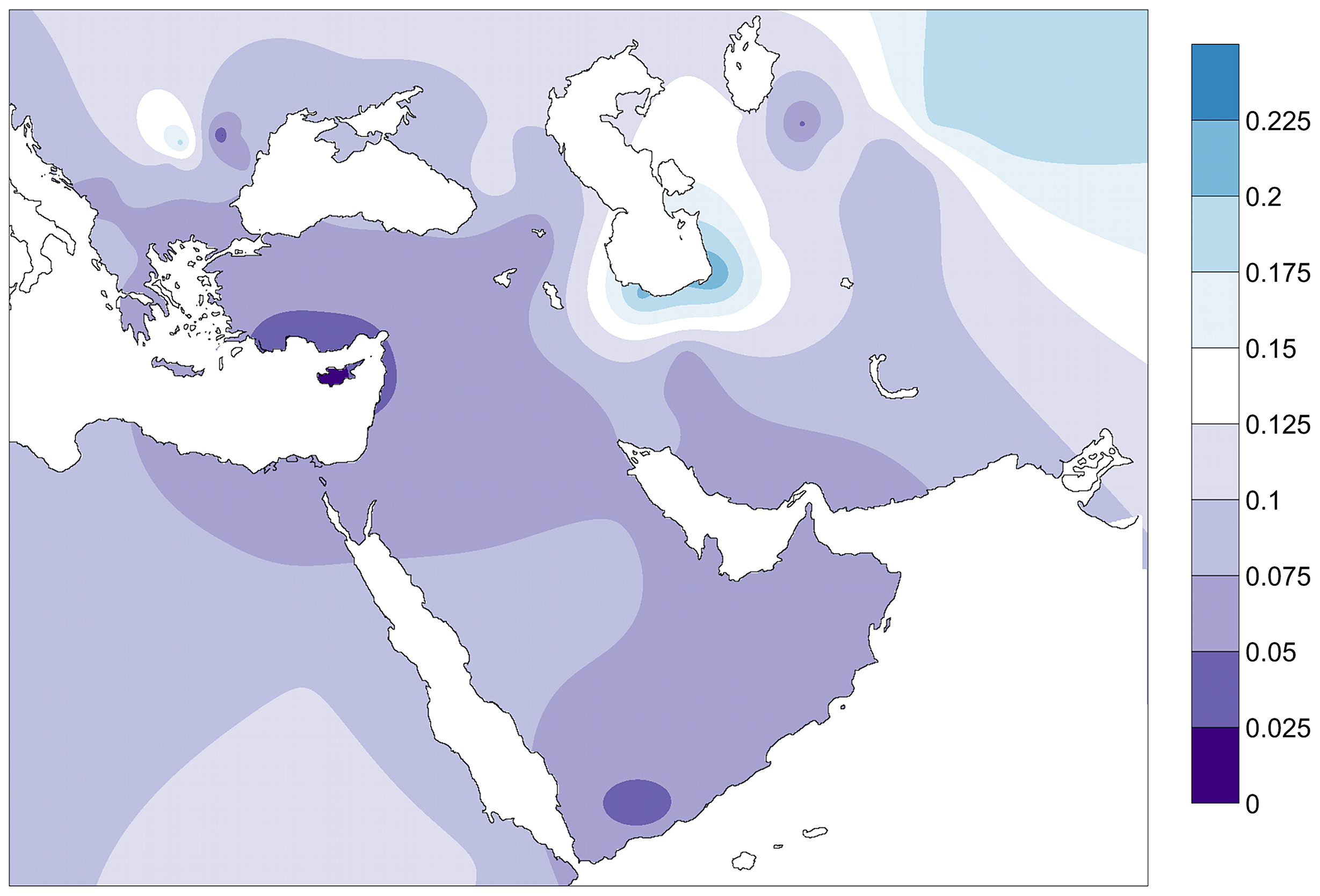
Distância genética entre os agricultores do PPNB e as populações modernas